# Bernardino Donato
Pour les articles homonymes, voir Donato.
Bernardino Donato Bonturello, généralement appelé Bernardino Donato, en français Bernardin Donat de Vérone, né à Castel d'Azzano dans les années 1480, mort à Vérone le 17 août 1543, est un humaniste italien de la Renaissance, professeur de rhétorique et de grammaire, traducteur et éditeur de textes grecs.

## Biographie
Castel d'Azzano était un fief de la famille des comtes Nogarola, et Bernardino Donato fut un ami du comte Ludovico Nogarola (1490-1558) humaniste et philosophe disciple de Pietro Pomponazzi. Donato commença sa carrière de maître de grammaire et de rhétorique à Carpi, à la cour de la dynastie Pio : il fut précepteur de Rodolfo Pio (futur cardinal), et donna sans doute aussi un enseignement public. L'un de ses premiers élèves fut Giovanni Francesco Bini (it), qui entra à la curie pontificale en 1509, ce qui donne un terminus ante quem pour le début de son enseignement.
Il retourna à Vérone avant 1526, et le 4 janvier de cette année il fut nommé à la chaire de littérature grecque de l'Université de Padoue, succédant à Romolo Quirino Amaseo. Mais il n'y resta pas longtemps, jugeant la rémunération trop faible (très inférieure à celles des médecins et des juristes), et dès 1527 il accepta une autre charge à Capodistria. En janvier 1528, il était de retour à Vérone, rappelé par l'évêque Gian Matteo Giberti : celui-ci avait conçu un projet de régénération morale du clergé par un retour aux sources du christianisme, en remettant notamment à l'honneur les textes des Pères de l'Église ; il avait fait installer un atelier d'imprimerie, avec des caractères latins et grecs, dans le palais épiscopal, fit venir de Venise des frères de la fameuse famille d'imprimeurs Nicolini da Sabbio (« Stefano e fratelli »), et sollicita Donato comme responsable éditorial.
Cette entreprise dura trois ans. En février 1532, Donato revint à l'enseignement (tandis que les frères Nicolini da Sabbio retournaient à Venise). Il fut recruté par le conseil de Vérone pour donner des cours publics de latin et de grec, et le 19 avril un local lui fut même attribué dans le palais communal pour cet enseignement. En 1533, il accepta une charge mieux rémunérée à Parme. Entre 1539 et 1542, il eut une chaire à Vicence. Rappelé en avril 1542 par le conseil de Vérone qui lui fit une offre alléchante, il mourut dans cette ville un peu plus d'un an après. Il laissait une veuve, Francesca, et des enfants.

## Activité de traducteur et d'éditeur
En 1527, Donato s'occupa pour Andrea Torresani (beau-père et associé d'Alde Manuce) de l'édition des Œuvres du grammairien Priscien, et l'année suivante de celles de Macrobe et de Censorin. Ensuite il y eut les textes édités pour l'évêque Giberti : les homélies sur les Épîtres de Paul de Jean Chrysostome, en trois volumes in-folio sortis le 28 juin 1529 (d'après un manuscrit de la collection du cardinal Bessarion, un événement éditorial salué par Érasme) ; l'Exposition de la foi orthodoxe et le discours Sur ceux qui se sont endormis dans la foi de Jean Damascène, un volume sorti en mai 1531 ; les commentaires sur le Livre des Actes, sur les Épîtres de Paul et sur les Épîtres catholiques attribués à Œcumenius, et les commentaires sur l' Apocalypse d'Aréthas de Césarée, volume paru en février 1532 (d'après un manuscrit donné à l'évêque Giberti par Janus Lascaris). Toutes ces éditions sont dédiées au pape Clément VII.
En 1536, Donato reprit ses activités au compte des imprimeurs vénitiens : il assura la traduction en latin des Démonstrations évangéliques d'Eusèbe de Césarée pour Aurelio Pincio (mars 1536) ; il édita pour Ottaviano Scoto le traité Sur le diagnostic et le traitement des passions propres à l'âme de chacun de Galien (1538) ; il donna une édition bilingue grec-latin de l'Économique de Xénophon pour Bernardino Vitali (août 1539). En 1540, il fit pour Girolamo Scoto une traduction latine du traité pseudo-aristotélicien intitulé aussi Économique, qui fut éditée avec le texte grec établi par Leonardo Bruni. Il traduisit aussi en latin le traité Sur la différence entre les philosophies de Platon et d'Aristote de Gémiste Pléthon (édition grec-latin à Venise en 1540, à Paris en 1541).